# Antonio Rudinì
Markýz Antonio Starabba di Rudinì (16. dubna 1839 Palermo – 7. srpna 1908 Řím) byl italský politik, dvakrát premiér Itálie (1891–1892 a 1896–1898).
Narodil se v sicilské aristokratické a liberální rodině. V roce 1860 se spojil s revolučním hnutím, v 1864 byl starostou Palerma, na tomto postu úspěšně odporoval nepřátelům sjednocení Itálie. Později byl prefektem v západní Sicílii a v roce 1869 nedlouho ministrem vnitra. V následujících letech byl v parlamentu lídrem pravice, v roce 1891 na rok nastoupil do úřadu premiéra, opět byl premiérem v letech 1896–1898. Po porážce v bitvě u Adwy uzavřel mír s Etiopií, později postoupil Kassalu ve prospěch Velké Británie, což vyvolalo v Itálii rozhořčení. Jeho vnitřní politika nebyla dostatečně pružná, aby zabránil vážným nepokojům, které vypukly v roce 1898. Protože neměl dost síly, aby zabránil revoluci zahájené socialisty, jeho vláda padla v červnu 1898.